# Demelius
Demelius is een geslacht van kevers uit de familie van de boktorren (Cerambycidae). De wetenschappelijke naam van het geslacht werd in 1874 gepubliceerd door Charles Owen Waterhouse.

## Soorten
- Demelius semirugosus Waterhouse, 1874